# 紀元前266年
紀元前266年（きげんぜん266ねん）は、ローマ暦の年である。
当時は、「デキムス・ユニウス・ベラとヌメリウス・ファビウス・ピクトルが共和政ローマ執政官に就任した年」として知られていた（もしくは、それほど使われてはいないが、ローマ建国紀元488年）。紀年法として西暦（キリスト紀元）がヨーロッパで広く普及した中世時代初期以降、この年は紀元前266年と表記されるのが一般的となった。

## 他の紀年法
- 干支 : 乙未
- 日本
  - 皇紀395年
  - 孝霊天皇25年
- 中国
  - 周 - 赧王49年
  - 秦 - 昭襄王41年
  - 楚 - 頃襄王33年
  - 斉 - 襄王18年
  - 燕 - 武成王6年
  - 趙 - 恵文王33年
  - 魏 - 安釐王11年
  - 韓 - 桓恵王7年
- 朝鮮 :
- ベトナム :
- 仏滅紀元 : 281年
- ユダヤ暦 :

## できごと

### 共和政ローマ
- 1月23日 - マルクス・アティリウス・レグルスとルキウス・ユリウス・リボは、サレントに対する勝利を祝った。
- カラブリアとメッサピア（英語版）は、共和政ローマに併合された。

### 小アジア
- アリオバルザネス（英語版）は、ミトリダテス1世の後を継いで、第2代ポントス国王となった。

### 中国
- 秦が魏の邢丘と懐を陥落させた。
- 秦で宣太后や魏冄らが失脚し、范雎が丞相となって、応侯に封じられた。

## 死去
- ミトリダテス1世 - アナトリアのポントス王国の創設者
- 恵文王 - 趙の王